# Los Olivos (Atizapán de Zaragoza)
Los olivos es una pequeña colonia ubicada al norte del municipio de Atizapán de Zaragoza colinda con el municipio de Nicolás Romero. 
El clima predominante es templado - húmedo, presenta una temperatura media anual de 16 °C.
En esta colonia se encuentra el jardín de niños Luis Romo Ibarra el cual cada año recibe un aproximado de 120 alumnos, también cuenta con la primaria Tierra y Libertad. Esta tiene capacidad en su turno matutino para 360 alumnos aproximadamente. En esta escuela tienen clases extracurriculares de inglés, computación y danza, además es una escuela incluyente pues admite a alumnos con capacidades diferentes.
- Datos: Q25412097